# Gubernia łomżyńska
Gubernia łomżyńska (ros. Ломжинская губерния) – jednostka administracji Królestwa Kongresowego.
W 1867 roku z obszaru guberni augustowskiej oraz płockiej utworzono nowe gubernie: płocką – mniejszą niż poprzednio, suwalską – głównie z obszarów byłej gub. augustowskiej oraz odnowioną łomżyńską, nawiązującą do departamentu łomżyńskiego Księstwa Warszawskiego.

## Powiaty guberni
- powiat kolneński (Кольненский уезд)
- powiat łomżyński (Ломжинский уезд)
- powiat makowski (Маковский уезд)
- powiat mazowiecki (Мазовецкий уезд)
- powiat ostrołęcki (Остроленский уезд)
- powiat ostrowski (Островский уезд)
- powiat pułtuski (Ломжинский уезд)
- powiat szczuczyński (Щучинский уезд)[2][3]

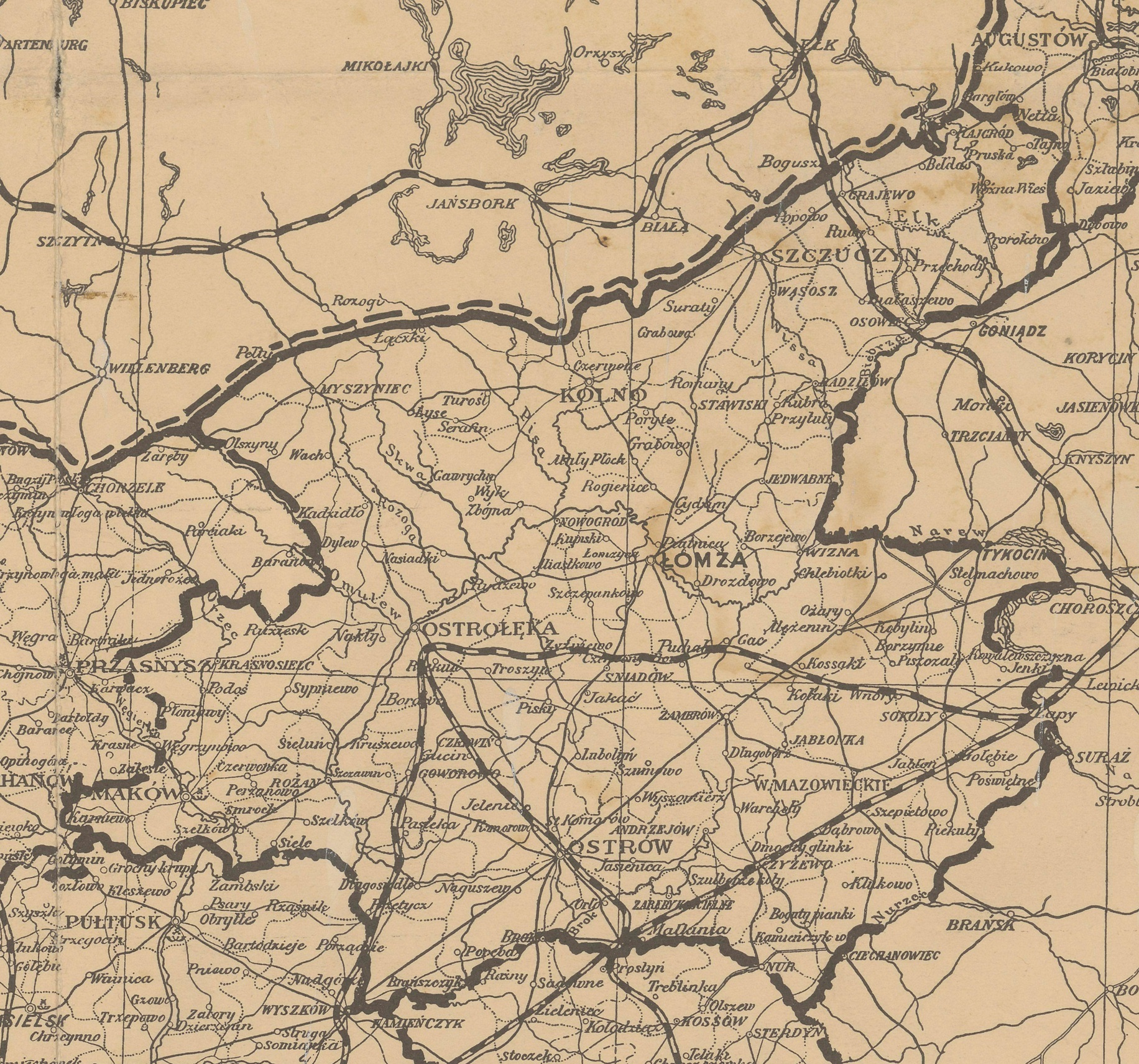
Gubernia Łomżyńska w 1914 roku

6 lipca 1912, w związku ze zlikwidowaniem guberni siedleckiej, do guberni łomżyńskiej przyłączono zeń powiat węgrowski. Podczas I wojny światowej okupant niemiecki
do terytorium przyłączył miasto Goniądz i gminę Goniądz z obwodu białostockiego.

## Gubernatorzy
- 1893–1895 Reinhold Roman von Essen (1836–1895)

## Wzmianka z 1883 roku
Gubernia łomżyńska leży w płn. części Królestwa Polskiego i ma obszaru 219'51 mil kw., czyli 10,621 w. kw., albo 12,086'9 kil. kw. Dwa jej powiaty najdalej na płn. położone, stanowią tak zwaną „szyję”, łączącą gub. suwalską z resztą Królestwa. Granice gub. łomżyńskiej są: na płn. gub. suwalska, na wsch. gub. grodzieńska, na płd. siedlecka i warszawska, na zach. płocka, a na płn.-zach. na przestrzeni około 150 w. Prusy Wschodnie, a mianowicie rejencya królewiecka i gumbińska. Naturalne granice są tylko od wsch. – rzeki: Biebrza, Narew, Liza i Nurzec i od płd. Bug, Od strony Prus nie ma właściwej granicy etnograficznej, gdyż cały pas graniczny w Prusach wschodnich, na szerokość kilku mil, zamieszkują Mazury. Gub. łomżyńska utworzoną została dopiero w r. 1867, wskutek nowej organizacyi kraju i na utworzenie jej złożyły się 4 powiaty (szczuczyński, kolneński, łomżyński, mazowiecki), oderwane od gub. augustowskiej i 4 (ostrołęcki, ostrowski, pułtuski i makowski), oderwane od gub. płockiej. Ze względu na historyczny podział kraju gub. łomżyńska zajmuje całą płn.-wsch.. część Mazowsza (z wyjątkiem ziemi liwskiej, wcielonej do gub. siedleckiej) i niewielką część Podlasia, t. j. obwód tykociński należący do dawnej ziemi bielskiej, a także sam północny skrawek pow. szczuczyńskiego za rzeczką Jegrznią. Pod względem układu poziomego gub. łomżyńska przedstawia wyżynę wzgórkowatą z licznemi i rozległemi zapadlinami, stanowiącemi błotniste dna przedhistorycznych jeziór. Dziś jeszcze na jeziorach Serafin i Maleszewskie (pow. łomżyński) można obserwować tę przemianę wywołaną obniżaniem się poziomu wód wraz z wycięciem lasów. Wyżyna ta rozciąga się w środkowej i wschodniej części obszaru guberni i występuje naj wydatniej w północnej jej części, gdzie od Rajgródu posuwajątl się na Grajewo i Szczuczyn, rozszerza się znacznie i od granicy Prus sięga do samej Biebrzy i Narwi, tworząc wysokie i malownicze brzegi obu tych rzek. Na zach. od Ł. obniża się poziomo i w okolicy zamieszkałej przez kurpiów, występują drobne piaszczyste wzgórza poprzegradzane błotnemi dolinami. Na płd. wzgórza te ciągną się pod Ostrołękę, idą na Różan, Maków i Sieluń, gdzie kończą się nad Orzycem (dopływ Narwi z prawej strony), tworząc w okolicach wsi Krzyżewa (pow. makowski) znaczną wyniosłość. Poza Orzycem pojedynczy tylko łańcuch wzgórz ciągnie się prawym brzegiem Narwi na Pułtusk, Serock, Zegrze i kończy się ostatecznie pod Modlinem. Druga połowa guberni po lewej stronie Narwi, pomiędzy Narwią i Bugiem posiada jednę tylko wyniosłość, sięgającą niemal 800 st. npm.; jest to piaskowzgórze usiane gdzieniegdzie wynoszącymi się szczytami i zajmujące wydłużony czworobok, za końcowe punkty, którego można uważać Nowogród, Ł., Zambrów i Szumowo, a najwyższy jego szczyt pomiędzy Giełczynem, Baczami, Głęboczem Nazywa się Czerwonym Borem i porosły jest lasami leśnictwa Zambrów. Płaskowzgórze to zupełnie bezwodne (...)